# Nowy Świętów
Nowy Świętów (deutsch Deutsch Wette, 1945–1947 Witów) ist eine Ortschaft der Landgemeinde Głuchołazy (Ziegenhals) in Polen. Sie liegt im Powiat Nyski (Kreis Neisse) in der Woiwodschaft Oppeln.

## Geographie

### Geographische Lage
Das Straßendorf Nowy Świętów liegt im Südwesten der historischen Region Oberschlesien. Der Ort liegt etwa sieben Kilometer nördlich des Gemeindesitzes Głuchołazy (Ziegenhals), etwa 14 Kilometer südlich der Kreisstadt Nysa und etwa 67 Kilometer südwestlich der Woiwodschaftshauptstadt Opole.
Der Ort liegt in der Nizina Śląska (Schlesische Tiefebene) innerhalb der Płaskowyż Głubczycki (Leobschützer Lößhügelland). Nowy Świętów liegt am rechten Ufer der Biała Głuchołaska (Ziegenhalser Biele). Der Bahnhof Nowy Świętów liegt an der Bahnstrecke Kędzierzyn-Koźle–Nysa. Östlich des Dorfes verläuft die Woiwodschaftsstraße Droga wojewódzka 411.

### Ortsteil
Ortsteil von Nowy Świętów ist Komorów (Kammerau).

### Nachbarorte
Nachbarorte von Nowy Świętów sind im Norden Polski Świętów (Alt Wette), im Süden Bodzanów (Langendorf) sowie im Westen Wilamowice Nyskie (Winnsdorf).

## Geschichte

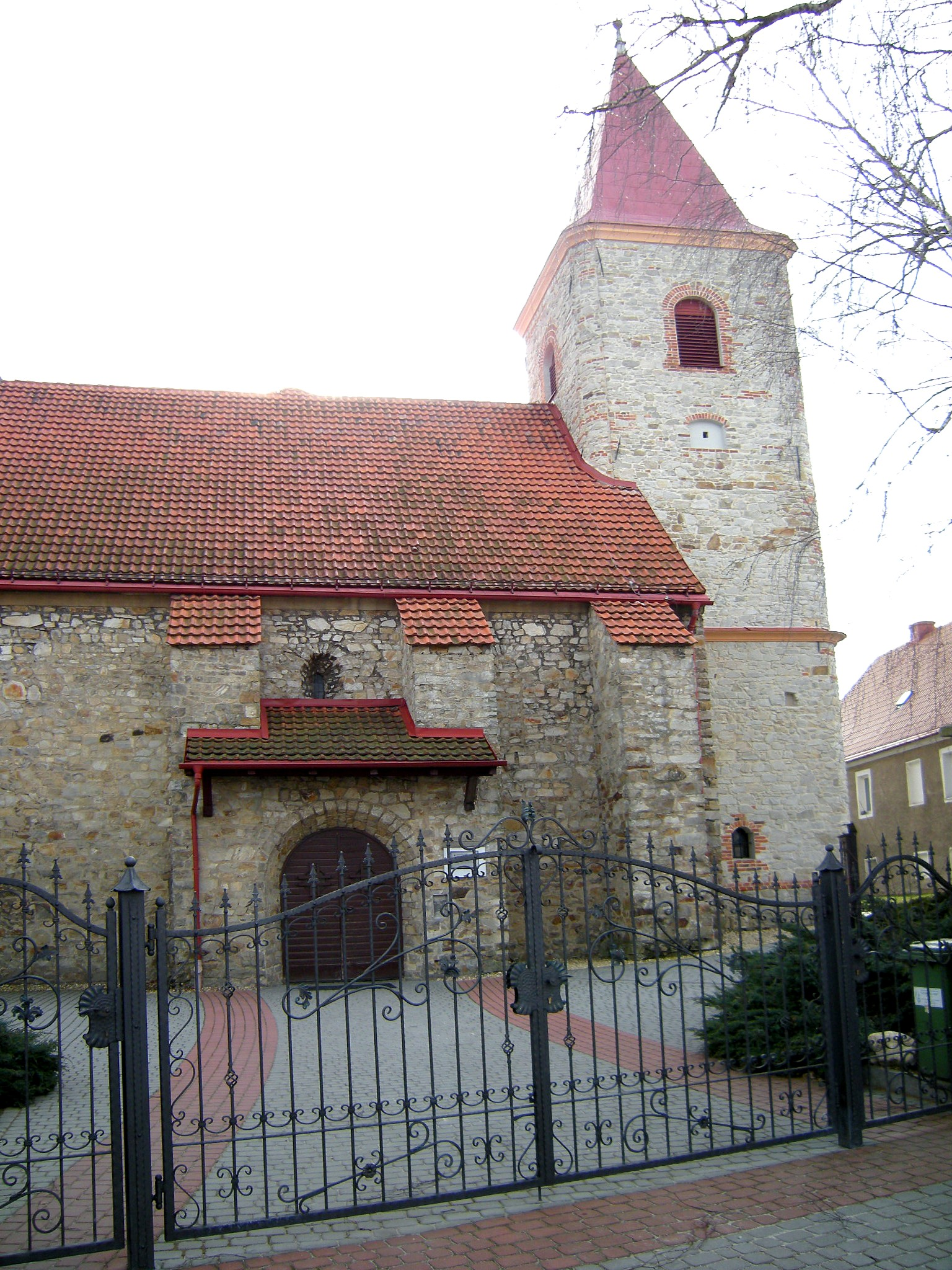
Christkönigskirche

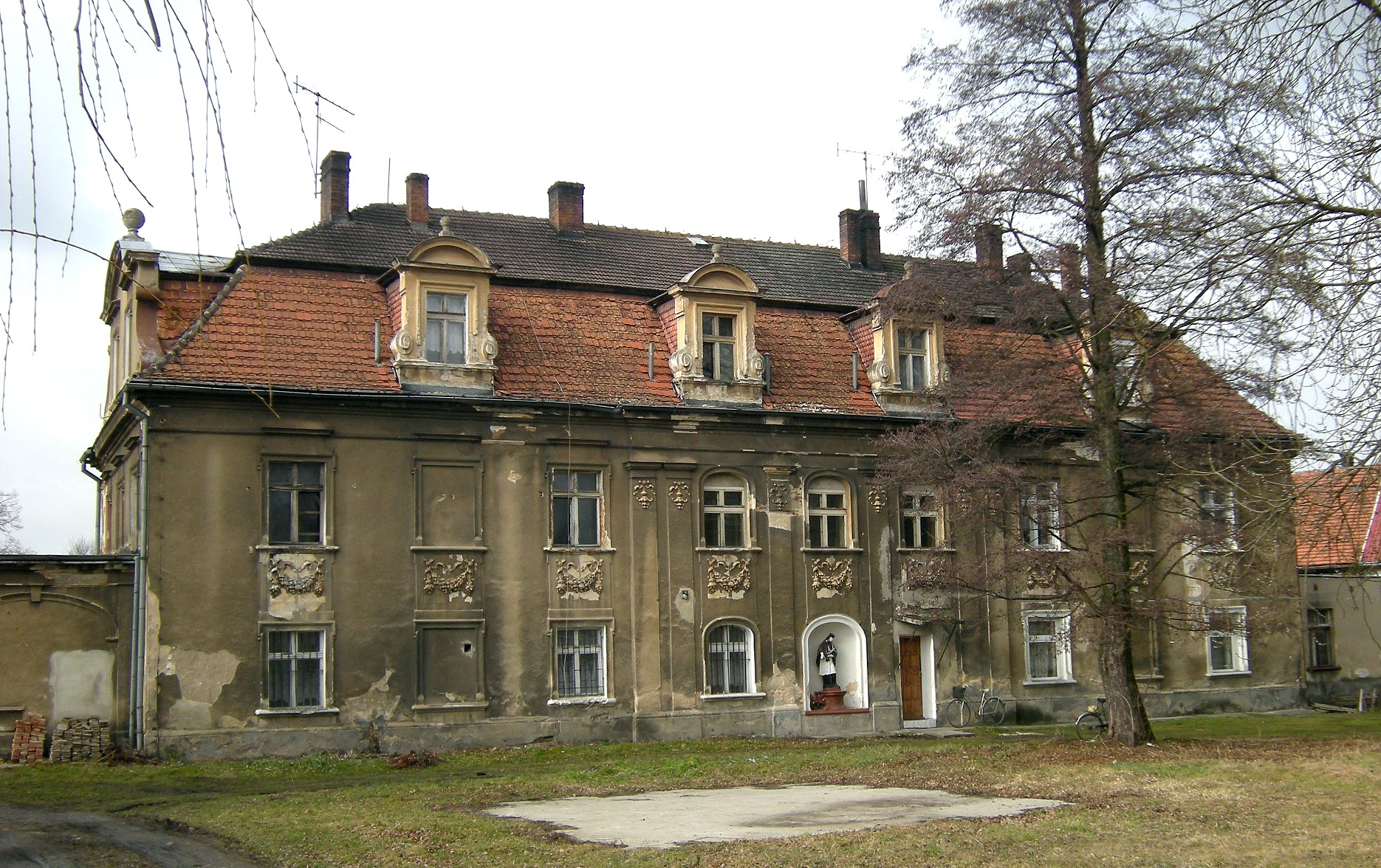
Schloss Deutsch Wette

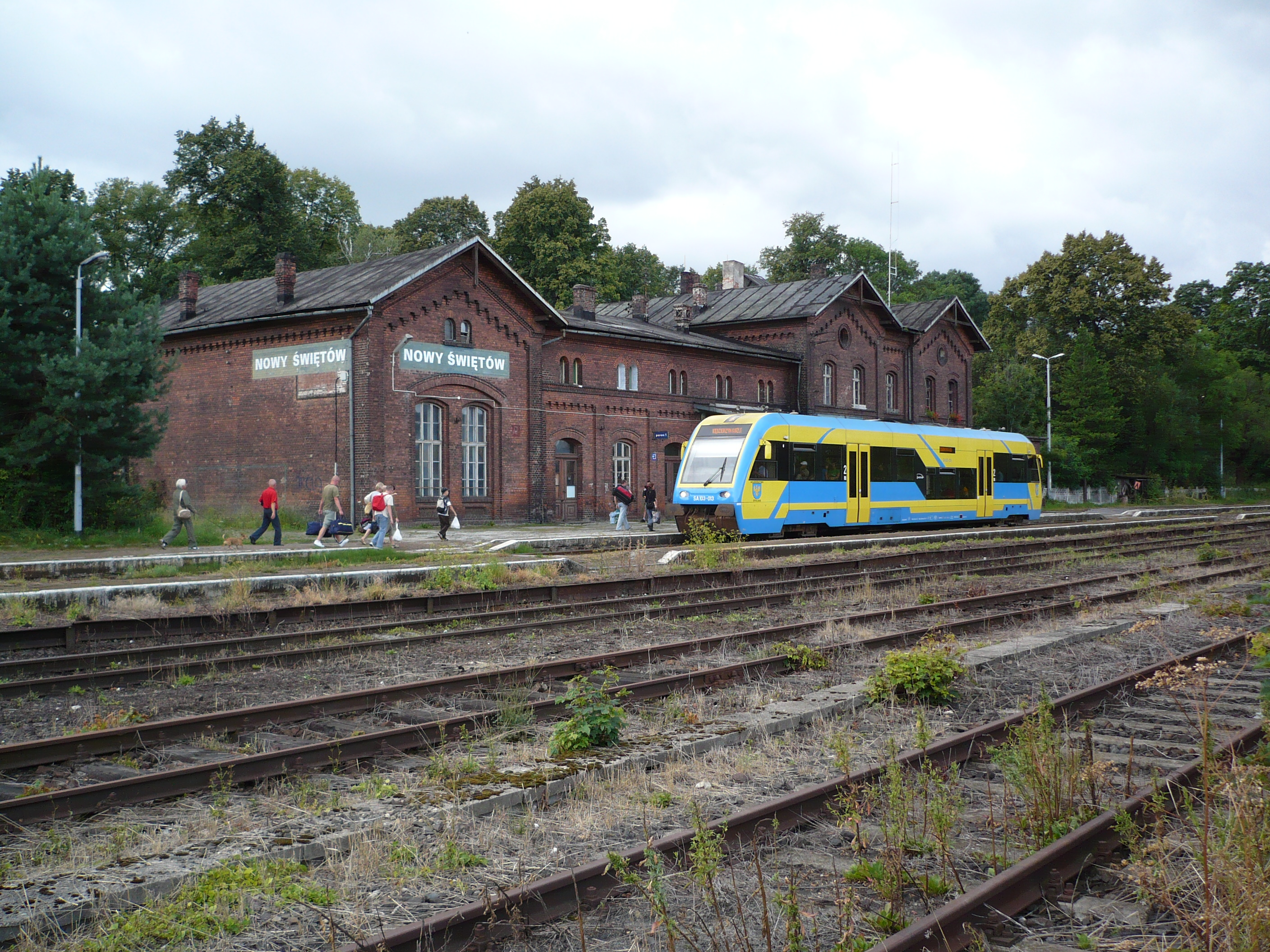
Bahnhof Nowy Świętów

In der Liber fundationis episcopatus Vratislaviensis aus den Jahren 1295–1305 wird der Ort als erstmals „Swetow theutonico“ erwähnt. 1368 erfolgte eine Erwähnung des Ortes als Swtania theotunicul.
Nach dem Ersten Schlesischen Krieg 1742 fiel Deutsch Wette mit dem größten Teil Schlesiens an Preußen. 1794 wurde im Dorf eine Schule eingerichtet.
Nach der Neuorganisation der Provinz Schlesien gehörte die Landgemeinde Deutsch Wette ab 1816 zum Landkreis Neisse im Regierungsbezirk Oppeln. 1845 bestanden im Dorf eine Scholtisei, ein Schloss, eine katholische Pfarrkirche, eine katholische Schule, eine Brauerei, vier Sandsteinbrüche und 116 weitere Häuser. Im gleichen Jahr lebten in Deutsch Wette 674 Menschen, davon einer evangelisch. 1855 lebten 629 Menschen im Ort. 1865 bestanden im Ort 20 Bauer-, 19 Gärtner- und 28 Häuslerstellen sowie eine Mühle und zwei Schankwirtschaften. 1874 wurde der Amtsbezirk Deutsch Wette gegründet, welcher aus den Landgemeinden Altewalde, Deutsch Wette und Winsdorf und dem Gutsbezirk Deutsch Wette bestand. 1885 zählte Deutsch Wette 662 Einwohner.
Am 9. Mai 1933 wurde der Amtsbezirk Deutsch Wette aufgelöst. Das Dorf Deutsch Wette wurde dem Amtsbezirk Langendorf zugeteilt. 1933 lebten in Deutsch Wette 895 und 1939 973 Menschen. Bis 1945 befand sich der Ort im Landkreis Neisse.
1945 kam Deutsch Wette unter polnische Verwaltung und wurde zunächst in Witów umbenannt. 1947 wurde der Ort in Nowy Świętów umbenannt. Ab 1950 gehörte es zur Woiwodschaft Oppeln und ab 1999 zum wiedergegründeten Powiat Nyski.

## Sehenswürdigkeiten
- Die römisch-katholische Christkönigskirche (poln. Kościół Chrystusa Króla) wurde bereits im Jahr 1302 erwähnt und war ursprünglich der Hl. Margareta geweiht. 1719 erfolgte ein Neubau der Kirche. Zwischen 1937 und 1938 wurde das Langhaus durch einen senkrechten Anbau erweitert. Gleichzeitig wurden am alten Langhaus romanische Elemente rekonstruiert und das Bruchsteinmauerwerk freigelegt. An der Westseite des historischen Langhauses befindet sich ein auf quadratischem Grundriss stehender Glockenturm. Im Langhaus befinden sich zwei Nebenaltäre im Stil des Rokokos. Der Hauptaltar und die Kreuzwegstationen im Anbau stammen aus den 1930er Jahren. Die Fresken stammen von A. Mrzyglod und wurden 1953 gefertigt.[8] Umgeben ist die Kirche von einer steinernen Mauer aus dem 15. Jahrhundert.[9] Das Kirchengebäude steht seit 1966 unter Denkmalschutz.[10]
- Das Schloss Deutsch Wette wurde Mitte des 19. Jahrhunderts errichtet. Das Gebäude steht seit 1972 unter Denkmalschutz.[9]
- Kapelle aus dem 19. Jahrhundert[9]
- Ehemalige Mühle – Mitte des 19. Jahrhunderts errichtet[9]
- Empfangsgebäude des Bahnhofs – 1875 errichtet[9]
- Wasserturm aus Backstein – 1907 errichtet[9]